# Praindoevropský jazyk

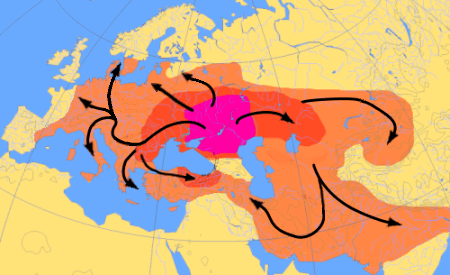
Indoevropská expanze podle kurganové hypotézy, přibližně 4000–1000 př. n. l. Purpurová oblast reprezentuje předpokládanou indoevropskou pravlast, červená oblast osídlenou okolo roku 2500 př. n. l., oranžová okolo roku 1000 př. n. l.

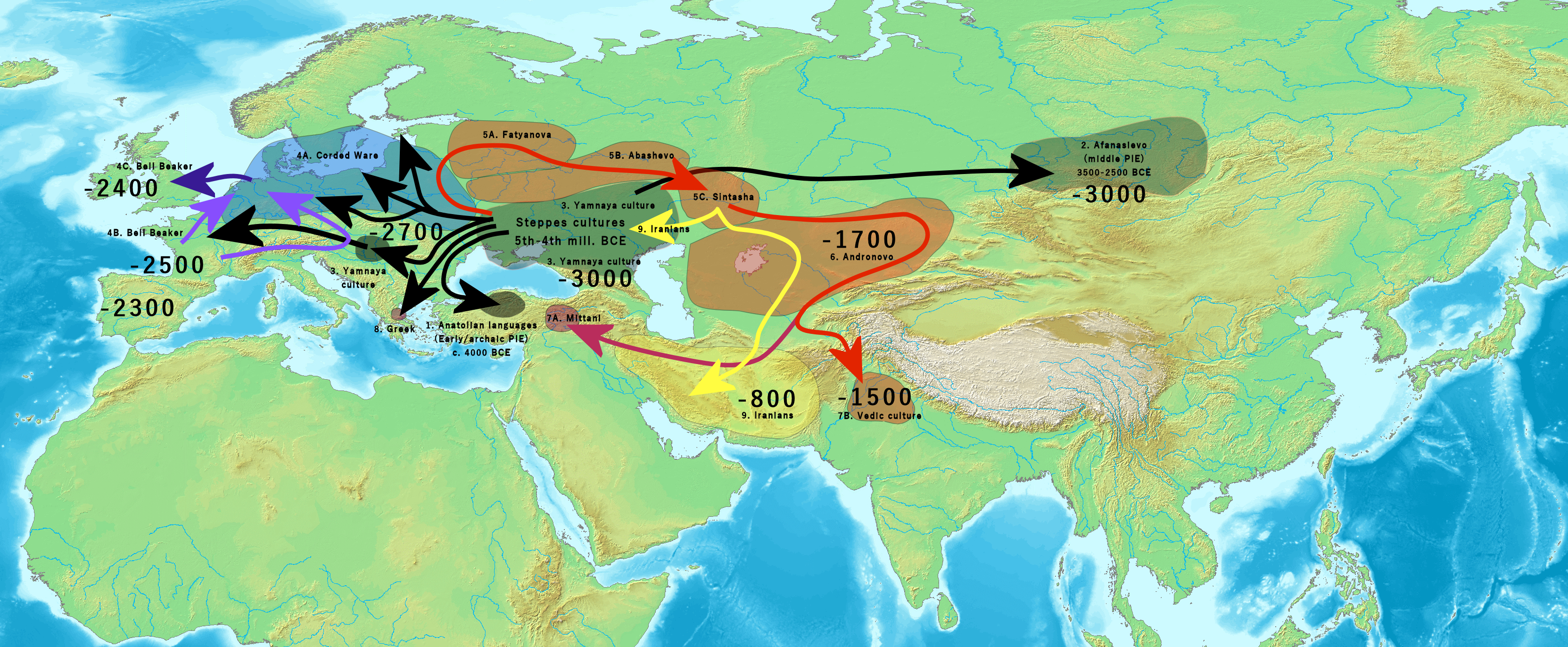
Indoevropské migrace související s expanzí jámové kultury, 3 000 – 800 př. n. l.

Praindoevropština, protoindoevropština či indoevropština (zkratke ide. či PIE) je lingvistická rekonstrukce společného předka indoevropských jazyků. Ze všech rekonstruovaných prajazyků je nejvíce prozkoumaným a pochopeným. Bádání v této oblasti počalo v 19. století a je založeno především na srovnávací metodě, protože neexistují žádné psané záznamy tohoto jazyka.
Existence jednotné indoevropštiny bývá kladena do let 4500 př. n. l. až 2500 př. n. l., ale různé odhady se mohou lišit o tisíce let, v závislosti na použité metodě. Podle převládající kurganové hypotézy ležela indoevropská pravlast ve stepích jižního Ruska, Ukrajiny a Kazachstánu, nicméně uvažují se i další možnosti, z nich nejčastěji Anatólie. Rekonstrukce praindoevropštiny umožňuje lépe porozumět vývoji a vztahům jednotlivých ide. jazyků a získat i určitý vhled do kultury a náboženství jejích mluvčích. 

## Název
Zatímco většina světa používá označení indoevropský, indoevropština, německá lingvistika používá před tímto označením (Indoeuropäisches) převážně označení indogermánština (Indogermanisches). Pojem má naznačit, že těmito jazyky se mluví od Indie (jazyky indické) po Irsko, respektive Island (jazyky germánské). Pro tutéž rodinu se dříve objevovaly i jiné názvy, například jazyky skýtské apod. 

## Vývoj
Samotná praindoevropština se může dělit na praindoevropštinu ranou (česká zkratka RIE) či indo-chetištinu, která označuje tento rekonstruovaný jazyk před oddělením anatolských jazyků kolem roku 3500 př. n. l., a na praindoevropštinu pozdní (česká zkratka PIE, anglicky Mature Indo-European MIE) Pozdní indoevropština existovala přibližně do roku 3500 př. n. l. a stala se předkem většiny indoevropských jazyků. Z té se vyvinuly indoíránské jazyky, arménština, frýžština a řečtina, dále pak například balto-slovanské jazyky a sobě blízce příbuzné italické a keltské jazyky. Na počátku 20. století byly pak objeveny právě jazyky anatolské, mezi nimi chetitština, a jazyky tocharské. V minulosti se však předpokládalo genetické rozdělení především mezi satemovými a kentumovými jazyky, ale tyto rozdíly jsou dnes považovány za sekundární.

## Vznik
Existuje několik teorií týkajících se místa a času vzniku jazyka (anatolská hypotéza, stepní hypotéza mohylové a jámové kultury). Je jisté, že tento jazyk musel být rozdělen na dialekty. Většina vědců odhaduje, že mezi dobou, kdy existovala praindoevropština, a dobou, ze které pocházejí nejstarší dochované texty psané v nějakém indoevropském jazyce (19. stol. př. n. l., chetitské texty z Kaneše – dnešní vesnice Kültepe v Turecku ve střední Anatolii), uplynulo asi 1500 až 2500 let (menšinové odhady se mohou lišit až o 100 % na obě strany).
Jako místo vzniku praindoevropštiny se často uvádí Malá Asie, jižní Rusko nebo další místa v okolí Černého či Kaspického moře.

## Podoba jazyka
Přestože nemáme žádný záznam praindoevropského jazyka, vědcům se podařilo rekonstruovat přibližnou podobu jazyka pomocí komparativní metody, např. *wódr̥ > voda, *tréyes > tři (v mužském rodě), *tú > ty a další. Mnohá slova v moderních indoevropských jazycích se vyvinula ze slov praindoevropštiny pravidelnými hláskovými změnami (např. Grimmův zákon v germánských jazycích), existují však i výpůjčky z neindoevropských jazyků.
Praindoevropština byla flektivní jazyk, k ohýbání slov docházelo jak pomocí přípon, tak změnami uvnitř kmene (introflexe). Měla 8 pádů (nominativ, genitiv, dativ, akuzativ, vokativ, ablativ, lokativ a instrumentál), rozlišovala tři rody podstatných jmen (mužský, ženský a střední) v čísle jednotném, dvojném a množném. Časování sloves bylo značně komplikované.
Nejznámějším pokusem o rekonstrukci hypotetické podoby praindoevropštiny je Schleicherova bajka.

## Nostratická teorie
Nostratická (z latinského noster, náš, někdy také boreální) teorie, s níž přišel dánský lingvista Holger Pedersen (1903) a kterou dále rozpracovali („rehabilitovali“) Rusové Aharon Dolgopolsky a známější Vladislav M. Illič-Svityč (1934–1966), v posmrtně vydaném díle Opyt sravnenia nostratičeskich jazykov z r. 1971, který bývá jako autor nostratické teorie často uváděn, předpokládá existenci nostratické jazykové rodiny, která by byla prarodinou (velekmenem) šesti jazykových prarodin: indoevropské, semitohamitské, kartvelské (jihokavkazské), uralské, altajské a drávidské. Tato teorie dosud nebyla přesvědčivě doložena, a tudíž není ani všeobecně přijímána. V české lingvistice ji přijímali např. Arnošt Lamprecht, František Kopečný nebo Vladimír Skalička, naopak „velmi zdrženlivě“ se k ní stavěl Adolf Erhart.

## Příklady

### Číslovky
| Praindoevropsky | Česky |
| h₁óynos         | jedna |
| dwóh₁           | dvě   |
| tréyes          | tři   |
| kʷetwóres       | čtyři |
| pénkʷe          | pět   |
| swéḱs           | šest  |
| septḿ̥           | sedm  |
| oḱtṓw           | osm   |
| h₁néwn̥          | devět |
| déḱm̥t           | deset |

## Vzorový text

### Všeobecná deklarace lidských práv
| praindoevropsky | h₂ólyoes ǵʰmónes h₁léwdʰeroes somHóeskʷe gʷr̥Htóteh₂ti h₃r̥ǵtúsukʷe ǵn̥h₁yóntor. éybʰos dh₃tóy ménos ḱḗrkʷe h₁stés h₂énteroeykʷe sm̥h₂éleyes bʰréh₂tr̥bʰos swé h₂éǵoyh₁n̥t. |
| česky           | Všichni lidé se rodí svobodní a sobě rovní co do důstojnosti a práv. Jsou nadáni rozumem a svědomím a mají spolu jednat v duchu bratrství.                            |